# 28611 Liliapopova
28611 Liliapopova è un asteroide della fascia principale. Scoperto nel 2000, presenta un'orbita caratterizzata da un semiasse maggiore pari a 2,2338843 au e da un'eccentricità di 0,1817253, inclinata di 4,91726° rispetto all'eclittica.
L'asteroide è dedicato alla studentessa statunitense Lilia Popova.